# Крефтинг, Кристиан
Кристиан Август Крефтинг (норв. Kristian August Krefting; 9 февраля 1891, Кристиания, Эстланд, Норвегия — 13 апреля 1964, Болтонс, Бромптон, Кенсингтон и Челси, Лондон, Англия, Великобритания) — норвежский футболист, армейский офицер, инженер-химик и предприниматель. Входил в сборную Норвегии по футболу на летних Олимпийских играх 1912 года в Стокгольме, принял участие во Второй мировой войне, занимал должность атташе Норвегии на летних Олимпийских играх 1948 года в Лондоне, за что был награждён Орденом Святого Олафа I класса.

## Биография

### Личная жизнь
Кристиан Крефтинг родился в Кристиании в семье норвежского врача Рудольфа Вальдемара Рёмелинга Крефтинга и шведки Марты Биргитте Амели Трозелли. У него было четверо братьев и сестёр: Люция Трозелли Хурум, Якоб Херман Крефтинг, Йоханна Мари Крефтинг и Гурли Рёмелинг Крефтинг. 19 мая 1925 года в Париже Кристиан женился на Дагни Молле Бо . У них было трое детей. Кристиан скончался 13 апреля 1964 года в своём доме на лондонской улице Болтонс в Бромптоне. Урна с его прахом была привезена в Норвегию и замурована в Танумской кирке, где похоронены многие другие члены семьи Крефтинг.

### Спортивная карьера
С 1904 по 1908 год Крефтинг играл в футбольном клубе «Викинг», а в 1909 году перешёл в «Люн». В 1910 и 1911 году, играя за «Люн», стал чемпионом Норвегии. В 1911 году дебютировал в сборной Норвегии по футболу, в матче против Швеции. В 1912 году он принял участие в четырёх матчах, и таким образом, сыграв в пяти матчах за всю свою карьеру в сборной Норвегии. Крефтинг участвовал в летних Олимпийских играх 1912 года в Стокгольме, где его команда проиграла матч четвертьфинала против Дании со счётом 7:0, а затем и утешительный матч против Австрии — 1:0. Кроме игры в футбол, Крефтинг активно занимался лыжным спортом.

### Военная карьера
В 1910 году Крефтинг сдал академическую сертификацию, то есть examen artium. В 1914 году он окончил Норвежскую военную академию и присоединился к 6-й дивизии в звании старшего лейтенанта. Также служил в пехоте 2-й бригады. В 1918 году получил высшее образование как инженер-химик в Норвежском институте технологий. С 1919 по 1923 год работал в качестве менеджера в компании «Jacobsens farvefabrikk», а затем и стал руководителем «Alna chemiske fabrikker». В 1925 году в Лондоне Крефтинг основал свою компанию — «British Printing Ink Co. Ltd.», производившую чернила для печати нескольких английских газет. В 1928 году в Берлине он основал компанию «Deutsche Rotationsfarben». В 1928 году Крефтинг с почётом был выписан из Армии Норвегии, однако, два года спустя, в 1930 году был повышен в звании до капитана. После этого он обосновался в Лондоне, где в течение нескольких лет председательствовал в джентльменском клубе «Den Norske Klub».

### Вторая мировая война
Отслужив в армии до эмиграции в Великобританию, Крефтинг вернулся на действительную военную службу на фронт Второй мировой войны после немецкого вторжения в Норвегию в апреле 1940 года. Принял участие в Норвежской кампании в качестве офицера связи, прикреплённого к британской 148-й пехотной бригаде, когда она развернулась против немецких войск, высадившихся на территорию Норвегии. На момент начала кампании, Крефтинг имел чин капитана. После развёртывания бригады в районе Моелв в Восточной Норвегии, Верховное командование приказало Крефтингу вернуться в Великобританию, чтобы присоединиться к норвежской военной миссии, имеющей своей целью мобилизацию норвежцев-эмигрантов в ходе подготовки к битве при Нарвике. Норвежская кампания закончилась в июне 1940 года, после чего правительство Норвегии было эвакуировано в Великобританию. После окончания боевых действий, Крефтинг занимался кадровыми вопросами Армии Норвегии в изгнании и морского и торгового представительства.
В 1941 году Крефтинг был повышен до звания майора. С 1942 года он служил в Верховном командовании, где отвечал за управление средствами армии в Лондоне, с 1944 года в звании подполковника. Во время своего пребывания на службе в изгнании, Крефтинг сдружился с министром иностранных дел Трюгве Ли. К концу войны, Крефтинг руководил роспуском норвежских вооружённых сил в Великобритании. В марте 1946 года он оставил службу в Армии Норвегии.

## Статистика

### Матчи Крефтинга за сборную Норвегии
| Матчи Крефтинга за сборную Норвегии | Матчи Крефтинга за сборную Норвегии | Матчи Крефтинга за сборную Норвегии | Матчи Крефтинга за сборную Норвегии | Матчи Крефтинга за сборную Норвегии | Матчи Крефтинга за сборную Норвегии |
| ----------------------------------- | ----------------------------------- | ----------------------------------- | ----------------------------------- | ----------------------------------- | ----------------------------------- |
| №                                   | Дата                                | Соперник                            | Счёт                                | Голы Крефтинга                      | Соревнование                        |
| 1                                   | 17 сентября 1911                    | Швеция                              | 1:4                                 | —                                   | Товарищеский матч                   |
| 2                                   | 16 июня 1912                        | Швеция                              | 1:2                                 | —                                   | Товарищеский матч                   |
| 3                                   | 23 июня 1912                        | Венгрия                             | 0:6                                 | —                                   | Товарищеский матч                   |
| 4                                   | 30 июня 1912                        | Дания                               | 0:7                                 | —                                   | Олимпийские игры 1912               |
| 5                                   | 1 июля 1912                         | Австрия                             | 0:1                                 | —                                   | Олимпийские игры 1912               |

Итого: 5 матчей / 0 голов; 0 побед, 0 ничьих, 5 поражений.

## Награды
За работу в качестве олимпийского атташе на летних Олимпийских играх 1948 года в Лондоне, Крефтинг был награждён Орденом Святого Олафа I класса. Он был награждён медалью 70-летия Хокона VII за военную службу, знаком Норвежской ассоциации инженеров за профессиональную деятельность, а также рядом иностранных наград.